# Directorium inquisitorum
Il Directorium inquisitorum è l'opera principale di Nicolas Eymerich, scritta in latino e costituita da circa 800 pagine, realizzata intorno al 1376. Eymerich aveva scritto un precedente trattato sulla magia, intorno al 1359, che rielaborò ampiamente in Directorium inquisitorum. Per scrivere il trattato, Eymerich utilizzò molti dei testi di magia che aveva precedentemente confiscato agli stregoni accusati. Può anche essere considerato come una valutazione di un secolo e mezzo di Inquisizione ufficiale nel paese conquistato degli "albigesi".

## Soggetto
Il frate domenicano Nicolas Eymerich venne nominato Inquisitore generale di Aragona nel 1357. Poiché dedicava gran parte dei suoi sforzi per evidenziare gli errori apparenti di membri del clero, spesso le sue indagini venivano bloccate dal giudice, curia, o papato. Re Pietro IV di Aragona lo rimosse dal suo incarico nel Capitolo generale tenutosi a Perpignano nel 1360.
Dopo essere stato eletto Vicario generale dei domenicani di Aragona, nel 1362, divenne nuovamente Inquisitore generale. Per un certo tempo re Pietro IV di Aragona impedì ad Eymerich di operare quale inquisitore, poi nel 1376 lo cacciò dal regno e Eymerich si rifugiò alla corte papale di papa Gregorio XI ad Avignone. Li scrisse il Directorium inquisitorum che venne poi ampliato dal canonista spagnolo Francisco Peña nel 1578. Secondo Karen Sullivan, gli estensori videro l'accusato "come anima che doveva decidere, da sé, se essere unita a Dio o per sempre allontanata da lui".
Eymerich sembra aver avuto familiarità con l'opera di Bernardo Gui, Liber sententiarum e altri testi di inquisizione. Il Directorium Inquisitorum comprende definizioni di diversi tipi di eresia, discussioni su questioni giuridiche e procedure di giudizio. Il libro venne usato come manuale per gli inquisitori e fornisce consigli pratici su come condurre le inquisizioni, cioè le indagini. Descrive, inoltre, le diverse strategie che l'eretico imputato poteva utilizzare per smontare le accuse, come ad esempio l'equivoco o la pretesa follia.
La stregoneria, che era un problema marginale per primi inquisitori, assunse maggiore importanza nella successiva edizione. A proposito di magia, discute varie tipologie e tecniche di divinazione e fa una distinzione tra pratiche ritenute eretiche e non eretiche.
Egli cita papa Innocenzo V nel dire che, al fine di ricevere aiuti da un demone, una persona deve entrare in una qualche forma di patto con lo stesso. Eymerich estrapola poi da questo postulato per dimostrare che qualsiasi accordo con un demone è un'eresia. Eymerich fu tra i primi a condannare tutte le forme di evocazione demoniaca come eresia. In precedenza, la credenza comune era che anche un santo poteva fare un patto demoniaco, come esemplificato dalla storia di San Teofilo, che fece un patto con il diavolo per ottenere una posizione ecclesiastica.
Oltre a descrivere pratiche magiche comuni, Eymerich descrisse anche come estorcere una confessione mediante una primitiva manipolazione psicologica, nonché la tortura. Per quanto riguarda la tortura, Eymerich disse, "Quaestiones sunt et fallaces inefficaces" ovvero, "Le domande sono ingannevoli e inefficaci". Tuttavia, Eymerich fu il primo inquisitore ad aggirare il divieto della Chiesa di torturare un soggetto due volte. Egli interpretò la direttiva molto liberamente, permettendo una tortura per ogni diversa accusa di eresia.

## Eredità
Il Directorium inquisitorum divenne il manuale definitivo per i processi dell'Inquisizione spagnola fino al XVII secolo. Ebbe numerose stampe, tra cui una a Barcellona nel 1503 e una a Roma nel 1578.